# تازة أباد (كوهباية الشرقي)
تازة أباد (بالفارسية: تازه‌آباد) هي قرية تقع في إيران في قسم کوهبایة الشرقي الریفي. يقدر عدد سكانها بـ 420 نسمة .